# Hypocalymma angustifolium
Hypocalymma angustifolium är en myrtenväxtart som först beskrevs av Stephan Ladislaus Endlicher, och fick sitt nu gällande namn av Johannes Conrad Schauer. Hypocalymma angustifolium ingår i släktet Hypocalymma och familjen myrtenväxter.

## Underarter
Arten delas in i följande underarter:
- H. a. angustifolium
- H. a. longifolium